# استفانو فوزاری
استفانو فوزاری (انگلیسی: Stefano Fusari؛ زادهٔ ۱۴ ژوئیهٔ ۱۹۸۳) بازیکن فوتبال اهل ایتالیا است.
از باشگاه‌هایی که در آن بازی کرده‌است می‌توان به باشگاه فوتبال برشا اشاره کرد.